# Орлеанская девственница

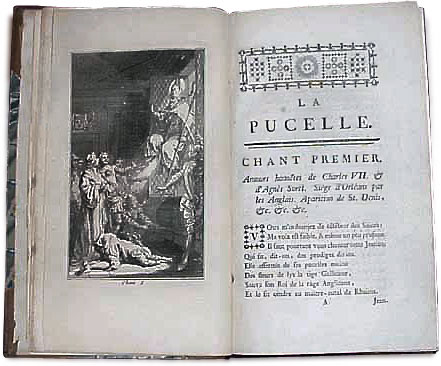
Первое авторизованное женевское издание (1762). Фронтиспис и начало Песни первой

«Орлеа́нская де́вственница» (фр. La Pucelle d'Orléans) — сатирическая пародийная поэма Вольтера, где события жизни национальной героини (тогда ещё не канонизированной святой) Жанны д’Арк представлены в сниженно-комическом ключе, столь же иронически показаны французские рыцари и церковь. Изданная анонимно, «Девственница» стала одним из самых популярных неподцензурных произведений Вольтера, она получила известность и за пределами Франции как образец скептически-иронического «вольнодумства» XVIII века. «Орлеанская девственница» в молодости была одной из любимых книг Пушкина, он подражал ей в «Руслане и Людмиле», начал её перевод, а впоследствии посвятил «преступной поэме» своё последнее произведение, весьма критическое по адресу Вольтера.

## Создание и публикация
Согласно авторскому предисловию (под именем «Апулея Ризория Бенедиктинца», лат. risorius — «смешливый»), Вольтер начал писать «Девственницу» около 1730 г. По сведениям современников, замысел возник у него в ответ на предложение одного из знакомых лучше изложить тему созданной в середине XVII века поэмы Жана Шаплена «Девственница, или Освобождённая Франция: героическая поэма». Поэма Шаплена, наполненная пространными философскими рассуждениями, была осуждена современниками и потомками как эталон бездарного и скучного произведения. Вольтер решил спародировать Шаплена не для легальной печати, однако работа протекала медленно и в известном смысле осталась незавершённой. Известно, что автор планировал пополнить известный нам текст ещё новыми эпизодами, но так и не реализовал полностью свой план, изменения которого остались неизвестны.
При жизни автора «Девственница» печаталась анонимно в различных странах Европы (по спискам разного качества). Первое анонимное издание вышло во Франкфурте в 1755 году; это издание, содержащее многочисленные искажения и вымышленные другим автором эротические эпизоды, возмутило Вольтера, на что он впоследствии специально указал в предисловии к поэме. Существует точка зрения, что эти фрагменты всё же принадлежали Вольтеру, но он решил таким образом от них отречься, «очистив» текст. В 1756 году в Париже вышло второе подпольное анонимное издание, также с не вполне достоверным текстом. Авторизованным считается издание 1762 года в Женеве (переиздавалось неоднократно), на котором Вольтер также не указал своего имени из соображений осторожности. Не указана и фамилия иллюстратора. Считается, что им был парижский гравёр Клод-Огюстен Дюфлос. Кроме того, списки поэмы, относящиеся к разным редакциям, охотно распространялись самим автором среди писателей и философов, а также корреспондентов из самых высших классов общества. В предисловии от имени «Апулея Ризория» Вольтер говорит, ссылаясь на своего поклонника прусского короля Фридриха Великого:

…некая немецкая принцесса, которой дали на время рукопись только для прочтения, была так восхищена осмотрительностью, с какой автор развил столь скользкую тему, что потратила целый день и целую ночь, заставляя списывать и списывая сама наиболее назидательные места упомянутой рукописи.

Несмотря на то, что в женевском издании Вольтер смягчил сатиру на духовенство, а в предисловии заметил, что его поэма уступает (в том числе и в религиозном отношении) смелости итальянских поэтов Пульчи и Ариосто и раблезианским скабрёзностям, сразу же после его выхода «Орлеанская девственница» была внесена Римско-католической церковью в «Индекс запрещённых книг». На протяжении XVIII—XIX вв. в различных странах «Орлеанская девственница» также неоднократно подвергалась цензурному запрету, её издания конфисковывались и сжигались. Считается, что сложная структура «Орлеанской девственницы» была заимствована автором у Ариосто из его рыцарской эпопеи «Неистовый Роланд» (1502—1532). Засвидетельствовано, что сам Вольтер говорил в 1775 году о поэме как о своем «самом любимом произведении».

## Сюжет

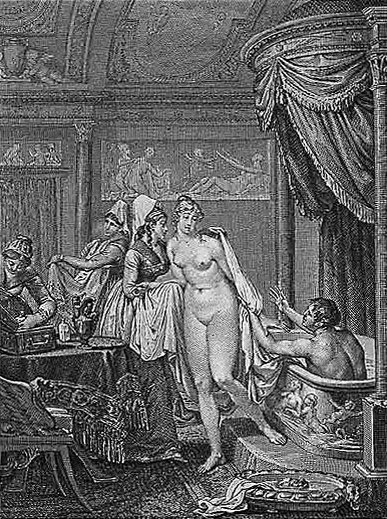
Гравюра к первой песни (школа Ж.-М. Моро, 1819). Карл VII и Агнеса Сорель в бане

«Девственница» написана силлабическим двенадцатисложником, однако, в отличие от классического эпоса (в том числе, например, «Генриады» самого Вольтера), где рифмующие строки объединяются попарно (александрийский стих), в поэме рифмовка вольная, что придаёт рассказу большую естественность и непринуждённость. Поэма состоит из 21 «песни» (chants). В начале (эти строки переведены Пушкиным) Вольтер иронически отрекается от Шаплена:
О ты, певец сей чудотворной девы,

Седой певец, чьи хриплые напевы,

Нестройный ум и бестолковый вкус

В былые дни бесили нежных муз,

Хотел бы ты, о стихотворец хилый,

Почтить меня скрыпицею своей,

Да не хочу. Отдай её, мой милый,

Кому-нибудь из модных рифмачей.
Вольтер травестирует сюжет девы-воительницы, выпячивая его эротический подтекст — «под юбкою» Жанны хранится «ключ от осаждаемого Орлеана и от судеб всей Франции». Враги Франции охотятся за девственностью Жанны, не отстают от них в разврате и окружающие Жанну французские служители церкви всех уровней; она даёт им отпор то при помощи кулаков, как деревенская девица, то различных уловок.

## Приём
Несмотря на запреты, «Орлеанская девственница» читалась в широких слоях образованной публики и была самым популярным сочинением о Жанне д’Арк.
В агитационных куплетах «Ах, где те острова…» декабристы К. Ф. Рылеев и А. А. Бестужев противопоставляют весёлый антиклерикализм «Девственницы» мистическим настроениям последних лет царствования Александра I:
Ах, где те острова,

Где растёт трын-трава,

Братцы!

Где читают Pucelle

И летят под постель

Святцы.

### «Орлеанская девственница» и Пушкин
«Орлеанская девственница», с отрочества одна из любимых книг поэта, послужила источником многих сцен и формулировок «Руслана и Людмилы» Пушкина. Влияние фривольной иронии Вольтера в поэме, от которой некоторые критики ожидали «древнерусской» аутентичности, вызвали нарекания, например, П. А. Катенина. Пушкин начал перевод «Девственницы» (1825), впоследствии использованный в переводе Г. В. Адамовича и Г. В. Иванова под редакцией М. Л. Лозинского (1920—1921).
Незадолго до дуэли с Дантесом в январе 1837 года Пушкин работал над статьёй «Последний из свойственников Иоанны д’Арк», предназначавшейся для журнала «Современник». Статье было суждено стать его последним произведением. Это мистификация («пастиш»), стилизованная под перевод переписки Вольтера с вымышленным «господином Дюлисом» (фамилия от национальной лилии Франции — Флёр-де-лис), якобы потомком брата Жанны д’Арк, которому Карл VII действительно даровал дворянство и фамилию дю Лис. Увидев скабрёзную поэму о сестре своего пращура, «добрый дворянин, мало занимавшийся литературою» Дюлис вызывает Вольтера на дуэль (следы размышлений Пушкина о своей собственной ситуации). Знаменитый же писатель уходит от ответственности, сказавшись больным и заверяя, что никогда «Девственницы» не писал (исследователи видят отзвук истории с «Гавриилиадой»).
В конце Пушкин вкладывает в уста «английскому журналисту» такую оценку творения Вольтера:

Новейшая история не представляет предмета более трогательного, более поэтического жизни и смерти орлеанской героини; что же сделал из того Вольтер, сей достойный представитель своего
народа? Раз в жизни случилось ему быть истинно поэтом, и вот на что употребляет он вдохновение! Он сатаническим дыханием раздувает искры, тлевшие в пепле мученического костра, и как пьяный дикарь пляшет около своего потешного огня. Он как римский палач присовокупляет поругание к смертным мучениям девы. <…> Заметим, что Вольтер, окруженный во Франции врагами и завистниками, на каждом своем шагу подвергавшийся самым ядовитым порицаниям, почти не нашел обвинителей, когда явилась его преступная поэма. Самые ожесточенные враги его были обезоружены. Все с восторгом приняли книгу, в которой презрение ко всему, что почитается священным для человека и гражданина, доведено до последней степени кинизма. Никто не вздумал заступиться за честь своего отечества; и вызов доброго и честного Дюлиса, если бы стал тогда известен, возбудил бы неистощимый хохот не только в философических гостиных барона д’Ольбаха и M-me Joffrin, но и в старинных залах потомков Лагира и Ла Тремуя. Жалкий век! Жалкий народ!